# تمینیو
تمینیو (به اسپانیایی: Tomiño) یک شهرستان در اسپانیا است که در استان پنتبدرا واقع شده‌است.

## خصوصیات
تمینیو ۱۰۶٫۵۱ کیلومترمربع مساحت و ۱۲٬۹۸۲ نفر جمعیت دارد و ۳۰۳ متر بالاتر از سطح دریا واقع شده‌است.